# Doddivaripalli, Bagepalli
Doddivaripalli là một làng thuộc tehsil Bagepalli, huyện Kolar, bang Karnataka, Ấn Độ.